# Fabriciana valesinoides
Fabriciana valesinoides är en fjärilsart som beskrevs av Reuss 1926. Fabriciana valesinoides ingår i släktet Fabriciana och familjen praktfjärilar. Inga underarter finns listade i Catalogue of Life.